# Дескорт
Деско́рт — разновидность кансоны, созданная трубадурами и перенятая труверами. По форме мало чем отличается от лэ.
Тексты дескорта, как и лэ, отличаются одной характерной особенностью: каждая их строфа имеет собственное, отличное от других строение, из чего следует, что их мелодическая структура была прямо противоположна песенной. В дескорте этот эффект достигается намеренно и включается в ряд мотивов. Дескорт Ara quan vey verdejar = Eras quan vey verdeyar (BEdT 392,4) трубадура Раймбаута де Вакейраса настолько изощрён, что все его строфы написаны на разных языках: провансальском, итальянском, французском, гасконском и галисийско-португальском.